# Ireen Esajas
Ireen Esajas is een Surinaams politicus en bestuurder. Ze was van 1987 tot 1991 lid van De Nationale Assemblée en van 2008 tot 2010 districtscommissaris van Coronie.

## Biografie
Ireen Esajas nam in het district Coronie voor Nationale Partij Suriname (NPS) deel aan de verkiezingen van 1987 en nam daarna zitting in De Nationale Assemblée tot 1991.
Op 14 februari 2008 werd ze door president Ronald Venetiaan beëdigd tot districtscommissaris (dc) van Coronie. Ze bleef aan tot 15 december 2010 en ging daarna met pensioen.